# Joseph Paxton
Sir Joseph Paxton (Milton Bryant (Bedfordshire), 3 augustus 1803 – Sydenham, 8 juni 1865) was een Brits plantkundige, tuinarchitect en architect.
Hij ontwierp het Crystal Palace te Londen voor de eerste wereldtentoonstelling van 1851, in het Hyde Park. In het Crystal Palace toont de architect de mogelijkheden van geprefabriceerde elementen van metaal en glas, waarmee snel gebouwd kon worden.
Verder ontwierp hij het landhuis Mentmore Towers in Buckinghamshire (gebouwd van 1852-54). Bovenal was hij geïnteresseerd in de aanleg van tuinen. Zo werd hij adviseur voor verschillende botanische tuinen en arboreta in Engeland. Tussen 1835 en 1839 organiseerde hij diverse expedities op zoek naar nieuwe plantensoorten.
In 1831 publiceerde Paxton in het maandblad 'The Horticultural Register'. Gevolgd in 1834 door het 'Magazine of Botany'. Daar volgde in 1840 het zakboekje Botanical Dictionary op, The Flower Garden in 1850 en de Calendar of Gardening Operations.
- Bibliothèque nationale de France: cb12566672h (data)
- Author citation (botany): Paxton
- Gemeinsame Normdatei: 118790021
- International Standard Name Identifier: 0000 0001 1599 5547
- Library of Congress Control Number: n80132081
- Nationale Bibliotheek van Israël: 987007310641305171
- Nationale Bibliotheek van Polen: a0000001137179
- Nederlandse Thesaurus van Auteursnamen: 069952930
- RKD-Nederlands Instituut voor Kunstgeschiedenis: 62204
- Istituto Centrale per il Catalogo Unico: VEAV032334
- SNAC: w6n884np
- Système universitaire de documentation: 069509549
- Museum of New Zealand Te Papa Tongarewa: 49948
- Trove: 1290825
- Union List of Artist Names: 500032820
- Virtual International Authority File: 15565873
- WorldCat: E39PBJk4FR8c6KQ86qYMwhppT3